# Enna segredo
Enna segredo is een spinnensoort in de taxonomische indeling van de Trechaleidae.
Het dier behoort tot het geslacht Enna. De wetenschappelijke naam van de soort werd voor het eerst geldig gepubliceerd in 2009 door E. L. C. Silva & A. A. Lise.